# Violence
«Violence» (с англ. — «Насилие») — сингл канадской певицы Граймс и американского диджея i_o, выпущенный 5 сентября 2019 года на лейбле 4AD, и позднее вошедший в альбом Граймс Miss Anthropocene.
Песня исполняется от лица планеты Земля, находящейся в абьюзивных отношениях с климатическим кризисом.

## Треклист
| №  | Название                  | Длительность |
| -- | ------------------------- | ------------ |
| 1. | «Violence» (Original Mix) | 3:41         |
| 2. | «Violence» (Club Mix)     | 4:10         |

## Видеоклип
Съёмки клипа на песню проходили в здании бывшего собора Святой Вибианы в Лос-Анджелесе.
Граймс посвятила клип своему бывшему менеджеру Лорен Валенсии, скончавшейся от рака.

## Участники записи
- Граймс — слова, музыка, продюсирование
- Гаррет Локхарт — музыка, продюсирование
- Том Норрис[англ.] — сведение

## Позиции в чартах
| Чарт                                   | Место |
| -------------------------------------- | ----- |
| Hot Dance/Electronic Songs (Billboard) | 19    |
| Hot 40 Singles (Recorded Music NZ)     | 31    |

## Критические отзывы
Риан Дейли, обозреватель издания NME, описал песню как «пульсирующий, межгалактический рейв-поп», повествующий об извращённой любви между человечеством и Землёй. Хизер Фэрс (AllMusic) в своей рецензии на Miss Anthropocene отметила, что «Violence» «привносит подрывную привлекательность в апокалиптическую атмосферу альбома».